# The Thought Remains the Same
The Thought Remains the Same è una compilation punk del 1998 edita da Nitro Records.
Il disco inizialmente si doveva intitolare Deep Thoughts ma alla fine si è deciso di chiamarlo The Thought Remains the Same.

## Tracce
1. Cafe 405 – 2:11 (The Vandals)
2. A Single Second – 2:12 (AFI)
3. 1, 2, 3...Slam – 1:45 (Guttermouth)
4. Superficial Love – 1:19 (T.S.O.L.)
5. Victims and Volunteers – 3:11 (Jughead's Revenge)
6. Floorlord – 2:43 (One Hit Wonder)
7. The Thing from Uranus – 3:41 (Sloppy Seconds)
8. D.U.I. – 2:26 (The Offspring)
9. Self Pity – 0:57 (AFI)
10. Chicken Box – 1:30 (live – Guttermouth)
11. And Now We Dance – 2:04 (The Vandals)
12. Powertrip – 2:36 (One Hit Wonder)
13. Pain – 2:22 (Jughead's Revenge)
14. This Won't Hurt a Bit – 1:54 (Guttermouth)
15. If the Gov't Could Read My Mind – 2:21 (The Vandals)
16. Let's Kill the Trendy – 2:21 (Sloppy Seconds)
17. You Don't Have to Die – 3:23 (T.S.O.L.)
18. Love Is a Many Splendored Thing – 1:31 (AFI)
19. Lipstick – 2:53 (Guttermouth)
20. Tehran – 3:07 (The Offspring)
21. But Then She Broke – 1:56 (The Vandals)
22. Perfect Fit – 1:59 (AFI)